# Dia Mundial de la Neteja de Mans
L'Organització Panamericana de la Salut i l'Organització Mundial de la Salut conviden a celebrar el 15 d'octubre el Dia Mundial de la Neteja de Mans.
| «                    | Dia Mundial del Neteja de Mans 2015 "Aixecar la mà per a la higiene" El tema per al Dia Mundial del Rentat canvia cada any. En 2015 el tema és "aixecar la mà per a la higiene". Aquest tema està orientat a l'acció i es pot utilitzar particularment bé amb finalitats de promoció. L'acte d'aixecar la mà és un d'afiliació. Vostè pugues i ha d'identificar-se com un campió d'higiene pot ajudar a crear una forta norma social d'una bona higiene en una escola, comunitat o regió. Quan la gent aixeca la mà, sinó que també es poden explicar. En termes de Neteja de Mans, això és un recordatori que és possible que els governs d'explicar quantes persones es renten les mans i tenir accés a instal·lacions d'higiene en les instal·lacions d'habitatges, escoles i atenció mèdica. Els governs han de mesurar els indicadors d'higiene per saber on s'han de concentrar els recursos. Dia Mundial del Rentat és una bona oportunitat per demanar als governs per complir amb aquesta important funció. També podem aixecar la mà per cridar l'atenció sobre la necessitat de canvi, de les associacions de pares que crien una mà per demanar una millor política d'higiene escolar per a celebritats aixecar la mà per demanar als polítics per finançar els programes d'higiene. | » |
| — Global Handwashing | |   |